# Nationaal park Dzanga-Ndoki
Het Nationaal park Dzanga-Ndoki is een nationaal park in het Kongobekken in het uiterste zuidwesten van de Centraal-Afrikaanse Republiek. Het werd in 1990 opgericht en heeft een oppervlakte van 1220 km². Het park maakt deel uit van de ecoregio Noordwestelijke Congolese laaglandbossen.
Het nationaal park bestaat uit twee niet aansluitende gedeeltes. In het noorden ligt de Dzanga-sector of Dzanga-park, met een oppervlakte van 495 km², en in het zuiden de Ndoki-sector of Ndoki-park, met een oppervlakte van 725 km². Tussen de sectors bevindt zich het Dzanga-Sanghareservaat, met een oppervlakte van 3359 km². Samen vormen het park en het reservaat het Dzanga-Sangha Complex of Protected Areas (DSPAC). Het gebied staat bekend om de relatief hoge dichtheid van bosolifanten en westelijke laaglandgorilla's.

## Geografie
Dzanga-Ndoki bevindt zich in het uiterste zuidwesten van de Centraal-Afrikaanse Republiek, in een driehoekige uitloper richting het zuiden. Het grenst in het westen  aan het nationaal park Lobéké in Kameroen en in het oosten aan het nationaal park Nouabalé-Ndoki in Congo-Brazzaville. De drie parken bevinden zich in de Sangha Trinational, een uitgestrekt bosgebied dat in 2012 op de werelderfgoedlijst werd geplaatst.
De hoogte van het nationaal park varieert van 340 tot 615 meter boven zeeniveau. De grootste rivier in de regio is de Sangha. In het centrum van de Dzanga-sector bevindt zich Dzanga Bai, een open zoutrijke vlakte van 250 bij 500 meter dat wordt doorkruist door de kleine stroom de Dzanga.

## Ecologie
Het gehele gebied bestaat uit alluviale zandgronden, dat door stromen wordt doorkruist. Alleen de Ndoki-sector bestaat geheel uit oerbossen. In het hele park kunnen drie woudtypes worden onderscheiden:
- droogbos, gedomineerd door Sterculiaceae en Ulmaceae-soorten; vaak met een ondergroei van Marantaceae- en Zingiberaceae-soorten;[3]
- semi-groenblijvend bos, met langs de rivieroevers moerasachtige open plekken, die door de lokale bevolking bai worden genoemd.[3]
- een lokaal dichtbegroeid woud in de Dzanga-sector, met  Gilbertiodendron dewevrei (Caesalpinioideae) als dominante soort.[3][8]

### Fauna
Het nationale park is van groot belang voor het behoud van de westelijke laaglandgorilla, chimpansee, bosolifant en bongo. Zij vormen sleutelsoorten in Dzanga-Ndoki, net als onder andere de reuzenboszwijn, penseelzwijn, sitatoenga, bosbuffel en zes soorten duikers.
In de Dzanga-sector bevindt zich een van de hoogst bekende dichtheden westelijke laaglandgorilla's: 1,6 individuen per vierkante kilometer. In Bai Hokou staat sinds 1997 het basiskamp voor het Primate Habituation Programme, een project om gorilla's te laten wennen aan toerisme en onderzoek.

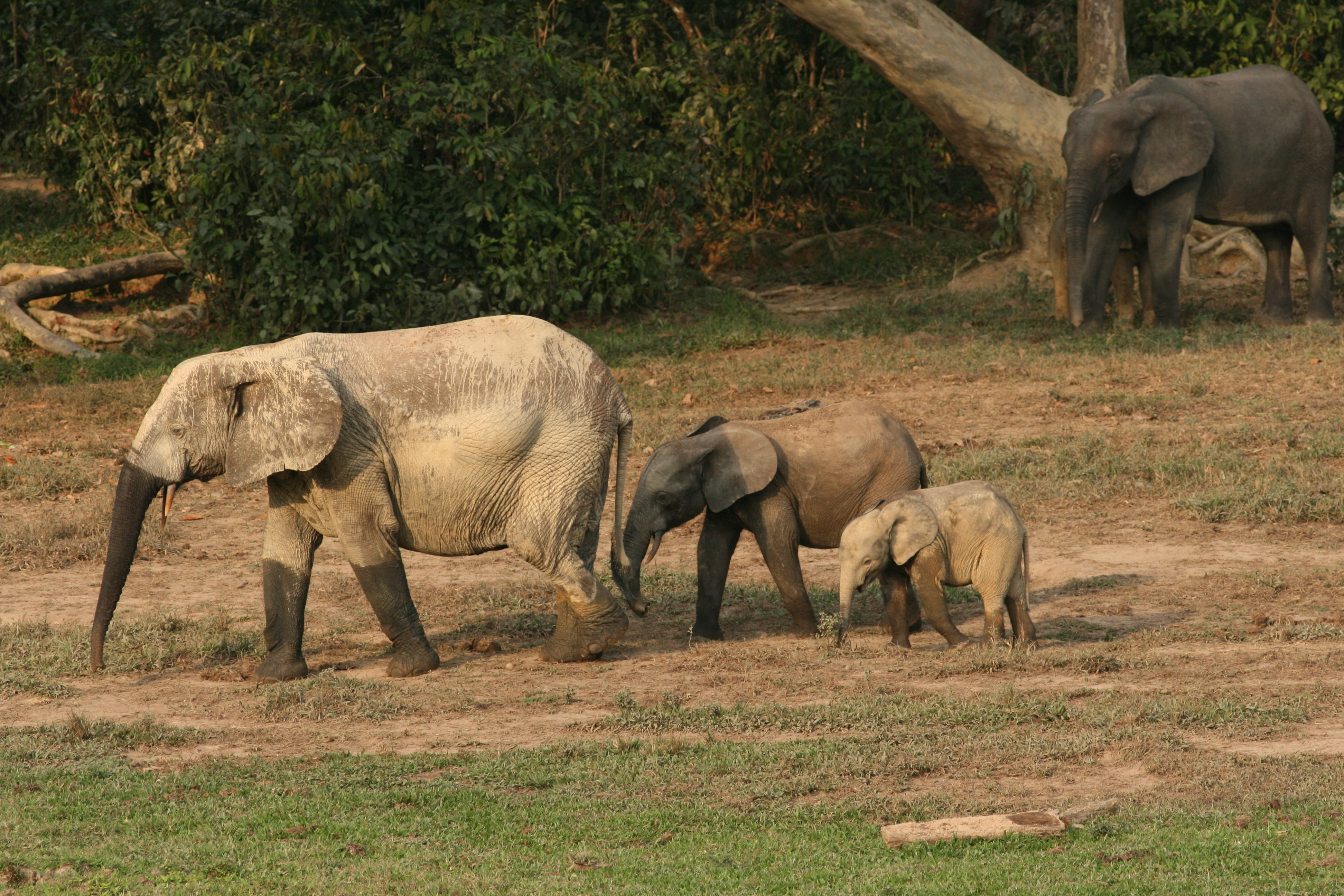
Bosolifanten in Dzanga Bai

Om zich te kunnen verplaatsen, hebben de bosolifanten een netwerk van paden door de wouden gecreëerd. Het ontwortelen van bomen maakt de aanwas van jonge planten mogelijk. Door zich te voeden met bast, hout en mineralen rond boomwortels hebben de olifanten grote open plekken in het park gecreëerd. Hier groeien diverse kruidachtige planten. Een zo'n open plek is Dzanga Bai, dat een trekpleister is voor diverse grote zoogdieren. Elke dag komen er tussen de 50 en 150 bosolifanten om er te drinken en zich te voeden met de mineralen op de bodem van de moerassen. Volgens een schatting uit 1999 wordt de vlakte jaarlijks bezocht door 3000 bosolifanten uit alle delen van Centraal-Afrika.
Dzanga-Ndoki is aangewezen als een Important Bird Area (#CF008). Het sluit aan op twee andere IBA's: Lobéké in Kameroen (#CM033) en Nouabalé-Ndoki in Congo-Brazzaville (#CG001). In Dzanga-Ndoki zijn meer dan 350 vogelsoorten gerapporteerd, waarvan ten minste 260 waarschijnlijk hier ook broeden. Een ondersoort van de bosakalat, Stiphrornis erythrothorax sanghensis, is alleen aangetroffen in Dzanga-Sangha.

## Bedreigingen
In de Dzanga-sector wordt sinds de jaren 1980 hout gekapt. De onderzoeker Amis Kamiss rapporteerde in 2006 vijftien diamantmijnen in het stroomgebied van de rivier de Lobé, in het noordwestelijke deel van het park. Een andere bedreiging is de stroperij. De slachting van 26 bosolifanten in Dzanga Bai haalde in mei 2013 wereldwijd het nieuws.